# João Maria de Sousa
João Maria Moreira de Sousa (nascido em 1951) é um general, jurista e político angolano.
Foi Procurador-Geral de Angola por dois mandatos, entre 2004 e 2010, sendo o magistrado máximo do Ministério Público do país. Sua recondução foi confirmada por José Eduardo dos Santos em 2007.

## Biografia
É membro do Movimento Popular de Libertação de Angola (MPLA).
O general de Sousa é, juntamente com os seus homólogos Higino Carneiro, Hélder Vieira Dias, Roberto Leal Monteiro e Kundi Paihama, um dos líderes militares que ocuparam cargos ministeriais pelo MPLA durante o Governo de Unidade e Reconciliação Nacional.